# کامبری
کامبری (به اسپانیایی: Cambre) یک دهستان اسپانیا است.

## خصوصیات
کامبری ۴۱ کیلومترمربع مساحت و ۲۲٬۰۱۲ نفر جمعیت دارد.